# 池江敏行
池江 敏行（いけえ としゆき、1962年 - ）は、日本中央競馬会 (JRA) 栗東トレーニングセンター所属の調教助手。

## 来歴
大分県出身。もともとは騎手志望であったが、中学卒業と同時に騎手の夢を断念する。その後、厩務員となった。1979年、池江泰郎厩舎開業に伴い同厩舎で調教助手となる。2011年、池江泰郎の調教師引退に伴い高野友和厩舎に移籍。

## 人物
叔父に池江泰郎元調教師と池江敏郎元厩務員、従兄弟に池江泰寿調教師がいる競馬一家。また妻は元北海道文化放送アナウンサーの竹中美彩である。

## おもな担当馬
- メジロマックイーン[1][2]
- ステイゴールド[2]
- トゥザヴィクトリー
- ディープインパクト[1][2]
- フォゲッタブル[2]
- トゥザグローリー[3]

## 執筆活動
- 2007年 - 著書『真相』 (ISBN 978-4861913440) を出版。
- 2008年 - 日本中央競馬会の「Gate J. PRESS」にてコラムを執筆。